# (34080) Clarakeng
2000 PE1 (asteroide 34080) é um asteroide da cintura principal. Possui uma excentricidade de 0.09470730 e uma inclinação de 2.63587º.
Este asteroide foi descoberto no dia 1 de agosto de 2000 por LINEAR em Socorro.